# Großsteingrab Hohenwulsch-Friedrichsfleiß

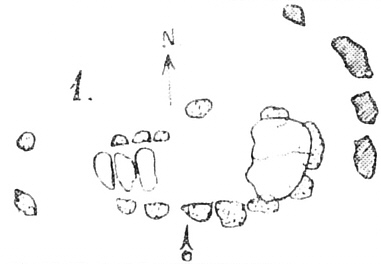
Grundriss des Grabes Hohenwulsch-Friedrichsfleiß nach Krause/Schoetensack

Das Großsteingrab Hohenwulsch-Friedrichsfleiß (auch Großsteingrab Grassau genannt) ist eine megalithische Grabanlage der jungsteinzeitlichen Tiefstichkeramikkultur zwischen Friedrichsfleiß und Grassau, beides Ortsteile von Bismark (Altmark) im Landkreis Stendal, Sachsen-Anhalt.

## Lage
Das Grab befindet sich etwa 1,5 km östlich von Friedrichsfleiß und etwa ebensoweit westlich von Grassau in einem Wald. Sein Standort befindet sich noch innerhalb der Gemarkung Grassau.
In der näheren Umgebung gibt es mehrere weitere Großsteingräber. 1,8 km südsüdwestlich befindet sich das Großsteingrab Bülitz, 2,8 km südwestlich das Großsteingrab Beesewege und 3 km südsüdöstlich das Großsteingrab Kläden.

## Forschungsgeschichte
Als Johann Friedrich Danneil 1843 erstmals versuchte, alle Großsteingräber der Altmark zu dokumentieren, wurde die Anlage in Friedrichsfleiß von ihm übersehen. Sie wurde erst von Eduard Krause und Otto Schoetensack bei einer erneuten Aufnahme Anfang der 1890er Jahre beschrieben. 2003–04 erfolgte eine weitere Aufnahme und Vermessung aller noch existierenden Großsteingräber der Altmark als Gemeinschaftsprojekt des Landesamts für Denkmalpflege und Archäologie Sachsen-Anhalt, des Johann-Friedrich-Danneil-Museums Salzwedel und des Vereins „Junge Archäologen der Altmark“. Seit September 2020 ist das Grab eine Station des archäologischen Wanderwegs „Hünengräber-Rundweg Bismark“.

## Beschreibung
Es gehört zum Typ der Großdolmen. Der Grabhügel ist oval und misst 22 m × 15 m. Seine Höhe beträgt 0,9 m. Von der ursprünglichen Grabeinfassung sind nur noch sechs Steine erhalten, aus denen sich aber eine runde oder ovale Form mit einem Ost-West-Durchmesser von 13,3 m rekonstruieren lässt. Die Grabkammer ist ost-westlich orientiert und bestand ursprünglich aus 16 Wandsteinen, von denen sich noch 14 erhalten haben sowie aus fünf Decksteinen, von denen noch vier erhalten sind. Der größte Deckstein ist zerbrochen und in die Kammer gestürzt. Er misst 2,6 m × 2,0 m × 1,2 m. Die Grabkammer ist trapezförmig. Sie hat eine Länge von 7,4 m und eine Breite von 1,8 bis 2,0 m. Ihre Höhe beträgt 0,8 m.